# Lista de prêmios e indicações recebidos por Kesha
A lista de prêmios e indicações recebidos por Kesha começou em 2010 com o lançamento de seu álbum de estréia Animal. E atualmente consiste em 24 prêmios ganhos e 89 indicações recebidas.

## American Music Awards
| Ano  | Recipiente | Categoria               | Resultado |
| ---- | ---------- | ----------------------- | --------- |
| 2010 | Kesha      | Artista do Ano          | Venceu    |
| 2010 | Kesha      | Melhor Artista Feminina | Indicado  |
| 2010 | Kesha      | Melhor Artista Pop/Rock | Indicado  |

## Billboard Music Awards
| Ano  | Recipiente | Categoria                | Resultado |
| ---- | ---------- | ------------------------ | --------- |
| 2011 | Animal     | Top Pop Album            | Indicada  |
| 2011 | Kesha      | Top New Artist           | Indicada  |
| 2011 | Kesha      | Top Female Artist        | Indicada  |
| 2011 | Kesha      | Top Pop Artist           | Indicada  |
| 2011 | Kesha      | Top Hot 100 Artist       | Indicada  |
| 2011 | Kesha      | Top Digital Songs Artist | Indicada  |
| 2014 | Timber     | Top Rap Song             | Indicada  |

### Billboard Women in Music
| Ano  | Recipiente | Categoria         | Resultado |
| ---- | ---------- | ----------------- | --------- |
| 2016 | Kesha      | Trailblazer Award | Vencedora |

## Echo Awards
| Ano  | Recipiente | Categoria                       | Resultado |
| ---- | ---------- | ------------------------------- | --------- |
| 2010 | Kesha      | Artista Revelação Internacional | Venceu    |

## Grammy Awards
| Ano  | Recipiente | Categoria                 | Resultado |
| ---- | ---------- | ------------------------- | --------- |
| 2018 | Rainbow    | Best Pop Vocal Album      | Indicada  |
| 2018 | Praying    | Best Pop Solo Performance | Indicada  |

## Hollywood Teen TV Awards
| Ano  | Recipiente | Categoria          | Resultado |
| ---- | ---------- | ------------------ | --------- |
| 2011 | Kesha      | Cantora Favorita   | Venceu    |
| 2011 | Kesha      | Cantora Mais Sexy' | Venceu    |

## Juno Awards
| Ano  | Recipiente | Categoria                  | Resultado |
| ---- | ---------- | -------------------------- | --------- |
| 2011 | Cannibal   | Álbum Internacional do Ano | Venceu    |

## MTV Awards

### Video Music Awards
| Ano  | Recipiente    | Categoria                   | Resultado |
| ---- | ------------- | --------------------------- | --------- |
| 2010 | TiK ToK       | Video Revelação             | Venceu    |
| 2010 | TiK ToK       | Melhor Video Pop            | Venceu    |
| 2010 | TiK ToK       | Melhor Video Feminino       | Venceu    |
| 2010 | TiK ToK       | Melhor Video                | Venceu    |
| 2010 | TiK ToK       | Vídeo do Ano                | Venceu    |
| 2010 | TiK ToK       | Melhor Diretor de Vídeo     | Venceu    |
| 2010 | TiK ToK       | Melhores Efeitos Especiais  | Venceu    |
| 2010 | My First Kiss | Melhor Video de Colaboração | Indicado  |

### Europe Music Awards
| Ano  | Recipiente | Categoria           | Resultado |
| ---- | ---------- | ------------------- | --------- |
| 2010 | Kesha      | Artista Revelação   | Venceu    |
| 2010 | Kesha      | Melhor Artista Push | Indicado  |

### Video Music Brasil
| Ano  | Recipiente | Categoria                    | Resultado |
| ---- | ---------- | ---------------------------- | --------- |
| 2010 | Kesha      | Melhor Artista Internacional | Venceu    |

## NRJ Music Awards
| Ano  | Recipiente | Categoria                       | Resultado |
| ---- | ---------- | ------------------------------- | --------- |
| 2011 | Kesha      | Artista Revelação Internacional | Venceu    |

## Nickelodeon Awards

### Australian Kids' Choice Awards
| Ano  | Recipiente | Categoria                      | Resultado |
| ---- | ---------- | ------------------------------ | --------- |
| 2010 | Kesha      | Cantora Internacional Favorita | Venceu    |

## Premios Oye!
| Ano  | Recipiente | Categoria                       | Resultado |
| ---- | ---------- | ------------------------------- | --------- |
| 2010 | Kesha      | Artista Revelação Internacional | Indicado  |

## Teen Choice Awards
| Ano                  | Recipiente        | Categoria          | Resultado |
| -------------------- | ----------------- | ------------------ | --------- |
| 2010                 | Kesha             | Revelação Feminina | Venceu    |
| 2010                 | Artista do Ano    | Venceu             |           |
| 2010                 | MySpacer Favorita | Venceu             |           |
| Smeudh Teen Award    | Venceu            |                    |           |
| Your Love Is My Drug | Melhor Single Pop | Venceu             |           |
| Animal               | Melhor Álbum Pop  | Venceu             |           |

## Troféu Top TVZ
| Ano  | Recipiente | Categoria                    | Resultado |
| ---- | ---------- | ---------------------------- | --------- |
| 2010 | Kesha      | Artista Internacional do Ano | Venceu    |

## People's Choice Awards
| Ano  | Recipiente | Categoria          | Resultado |
| ---- | ---------- | ------------------ | --------- |
| 2011 | Kesha      | Artista Revelação  | Venceu    |
| 2011 | Kesha      | Melhor Artisto Pop | Indicado  |

## World Music Awards
| Ano  | Recipiente | Categoria         | Resultado |
| ---- | ---------- | ----------------- | --------- |
| 2010 | Kesha      | Artista Revelação | Indicado  |

## NewNowNext Awards
| Ano  | Recipiente | Categoria     | Resultado |
| ---- | ---------- | ------------- | --------- |
| 2013 | C'Mon      | THAT’S MY JAM | Venceu    |

## Genesis Awards Benefit Gala
| Ano  | Recipiente | Categoria       | Resultado |
| ---- | ---------- | --------------- | --------- |
| 2013 | Kesha      | The Wyler Award | Venceu    |

## BMI Pop Awards
| Ano  | Recipiente    | Categoria         | Resultado |
| ---- | ------------- | ----------------- | --------- |
| 2012 | We R Who We R | Compositor Do Ano | Venceu    |
| 2012 | Blow          | Compositor Do Ano | Venceu    |

### Soul & Jazz Awards
| Ano  | Recipiente | Categoria          | Resultado |
| ---- | ---------- | ------------------ | --------- |
| 2010 | Kesha      | Ídolo Teen Do Ano  | Venceu    |
| 2010 | Kesha      | Artista Do Ano     | Venceu    |
| 2010 | Kesha      | Melhor Artista Pop | Venceu    |
| 2010 | Tik Tok    | Single Do Ano      | Venceu    |

## VirtuaMagazine Awards
| Ano  | Recipiente | Categoria         | Resultado |
| ---- | ---------- | ----------------- | --------- |
| 2010 | Kesha      | Artista Revelação | Venceu    |